# Pantaleon Candidus
Pantaleon Candidus (auch Pantaleon Weiß, Weiss; * 7. Oktober 1540 in Ybbs in Österreich; † 3. Februar 1608 in Zweibrücken) war ein reformierter Theologe, Historiker und Autor.

## Leben
Candidus wurde als Sohn des Gutsbesitzers Wolfgang Weiß und seiner Frau Apollonia geboren. In seinem 10. Lebensjahr wurde er zu Andreas Cupicus, einem Prediger der wegen seiner Einstellung zur Reformation verfolgt wurde, nach Weißenkirchen geschickt. Ihn begleitete er als Famulus als 13-Jähriger in das Gefängnis nach Wien. Als Famulus versuchte man ihn dazu zu animieren, seinen Oheim zum Widerspruch zu bewegen. Jedoch hatte man damit nicht Erfolg. 
Nach zehn Monaten Haft war die Möglichkeit gegeben, aus der Haft zu entfliehen. Zunächst flüchtete man nach Ungarn und kehrte nach zwei Jahren, als sich die Wogen des Unmutes gelegt hatten, nach Österreich in die Nähe von Ypps zurück. Hier fand er in dem Abt Veit Nuber einen Gönner, um seine Studien fortzusetzen. Jedoch musste sein Gönner aufgrund seiner Verheiratung nach Amberg fliehen und Candidus folgte ihm. 
Hier lernte Candidus Georg Agricola als Lehrer kennen und  Wolfgang von Zweibrücken, der Nuber und Candidus mit nach Meisenheim nahm. Ein Jahr später ist Candidus Instruktor eines Sohnes des Kanzlers Ulrich Sitzinger in Zweibrücken, der Wolfgang von Zweibrücken dazu bewog, Candidus ein Stipendium für einen Universitätsbesuch zu gewähren. 
Candidus bezog die Universität Wittenberg, wo er bei Philipp Melanchthon, Georg Major und Paul Eber von 1558 bis 1565 lernte. In Wittenberg verdiente er sich seinen Unterhalt bei dem Politiker und Juristen Hubert Languet und erwarb sich 1564 die philosophische Magisterwürde. 
1565 kehrte er nach Zweibrücken zurück wurde zunächst Schullehrer an der Lateinschule, dann Pfarrer in Hinzweiler, dann Diakon in Meisenheim, am 3. März 1571 Pfarrer in Zweibrücken und am 11. September 1571 Generalsuperintendent des Herzogtums Pfalz-Zweibrücken. Als solcher erzog er die Kinder des Herzog Johann I. von Pfalz-Zweibrücken und war auch in die theologischen Wandlungen der Konfessionalisierung eingebunden. 
Seine anfängliche philippistische Überzeugung, wandelte sich unter dem Einfluss Johann Schwebels, zu einem gemäßigten calvinistischen Bekenntnis. Da er der führende Geistliche in Pfalz-Zweibrücken war, wirkte sich dies nach der Unterschrift unter die Konkordienformel, mit der Übernahme des Calvinismus im Herzogtum Pfalz-Zweibrücken aus. Auch segnete er die Ehe des evangelisch gewordenen Erzbischof und Kurfürsten von Köln Gebhard I. von Waldburg am 2. Februar 1583 in Bonn ein. Dadurch konnte er auch in Köln und Bonn predigen und sich für die Einführung der reformierten Lehre einsetzen. 
Candidus verfasste während seiner Zeit nicht nur theologische Werke, sondern beschäftigte sich auch mit der Geschichtsschreibung und der Poetik. So widmete er sich der Geschichte Böhmens und beschäftigte sich mit der Rolle der Westgoten in der Geschichte Spaniens. Besonderes bemerkenswert sind seine ausgewählten Fabeln, deren Gehalt er didaktisch akzentuiert, entsprechend der äsopischen Tradition in einem lyrischen Zyklus horazischer Oden. Er zeigt sich damit beeinflusst durch die vordringen Emblembücher, die Gedichtgruppen nach Handlungsträgern ordneten.
Candidus war dreimal verheiratet, in erster Ehe 1567 mit Margarethe Sturtz, in zweiter Ehe 1574 mit Sibylla Kneupel und in dritter Ehe 1594 mit Anna Hofmann, der Witwe Tilemann Stellas.

## Werke
- Catechesis doctrinae christianae carmine reddita. Wittenberg 1564, Straßburg 1566, Basel 1570;
- Elegiae Precationum. Wittenberg 1570
- Loci theologici. Basel 1570
- Dialogus de unione personali duarum in Christo naturarum. 1583 (religiöse Christologie, die unter dem Namen Palatinus Kednadon a Strasswick erschien)
- Fragstücke, daß die Jugend aus ihrem Catechismo auf sonderliche Fragen recht zu antworten gewiesen werde, daß sie dieselben recht verstehen. 1585
- Klarer Bericht vom Heiligen Abendmal unsers getrewen Herren vnd Heylands Jesu Christi. 1586. Bearbeitet von Daniel Toussaints und geschrieben unter Pseudonym Nathanaelem Hodopoeum
- Bohemais, hoc est de Ducibus bohemicis libro duo, de regibus bohemicis libri quinque ad D. Rudolphum II. Straßburg 1587
- Gotiberis, hoc est de Goticis per Hispaniam regibus e teutonica gente originem habentibus libri sex. Straßburg 1587
- Christliche u. nothwendige Erklärung des Catechismi aus Gottes Wort, in kurze Fragen u. Antworten gestellt. (dt.) Heidelberg, (dt. u. lat.) Neustadt an der Haardt, (frz.) Genf 1588.
- Liber proverbiorum Salomonis. Straßburg 1588
- Epigrammatum sacrorum libri duodecim. Genf 1589
- Carminum sacrorum liber unus Heidelberg. 1589
- Epitaphia antiqua et recentia Straßburg. 1600
- Ann. Seu tabulae chronologicae. Straßburg 1602
- Centum et Quinquaginta Fabulae carminibus explicatae. Frankfurt/Main 1604 abgedruckt bei Delitiae Poetarum Germanorum herausgegeben von Janus Gruter Band 2 Frankfurt/Main 1612 Seite 105–176
- In laudem Joannis I., comitis Palatini. Zweibrücken 1605
- Orationes funebres ex Mose concinnatae Zweibrücken. 1605 und 1606